# Leadzanger

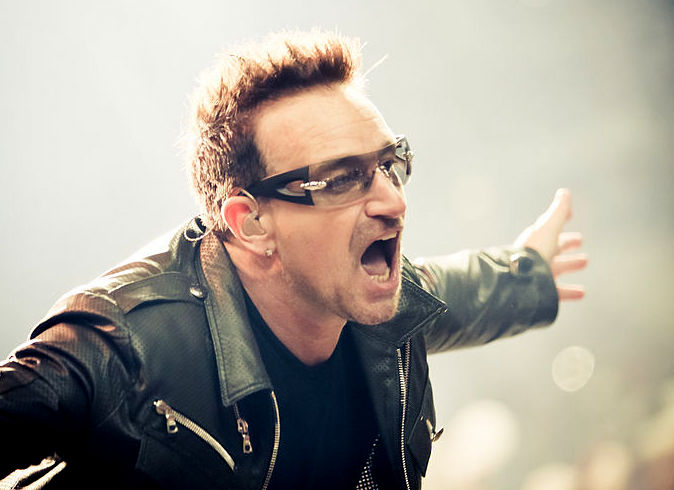
Bono, de leadzanger van U2

De leadzanger(es), frontman of frontvrouw is een zanger of zangeres in een muzikale groep (zoals een koor of rockband), die de leidende (eerste) stem (de melodie) van het stuk zingt. Deze melodie heet derhalve ook wel de lead. De leadzanger wordt ook als de solist aangeduid.
Naast de leadzanger heeft een groep vaak achtergrondzangers die de leadzanger begeleiden terwijl hij of zij zingt, in tegenstelling tot een voorzanger die in de vorm van vraag-en-antwoord (als antifoon) met het koor zingt.
In een rock-, pop- of jazzband speelt de leadzanger soms ook een instrument, meestal gitaar. De zanglijn van de leadzanger wordt met een Engelse term lead of lead vocals genoemd.

## Gebruik vanlead vocalsin rockmuziek
- Sommige gezongen nummers zijn opgebouwd uit alleen de lead vocals (zoals Stairway to Heaven van Led Zeppelin).
- Sommige gezongen nummers hebben twee lead vocals die een soort conversatie houden (zoals Comfortably Numb van Pink Floyd).
- In sommige gezongen nummers vullen de secondary vocals de lead vocals aan (zoals California Dreamin' van The Mamas and the Papas).
- Sommige gezongen nummers zijn opgebouwd uit alleen secondary vocals (zoals Atom Heart Mother van Pink Floyd)

## Leadsheet
Notatie van vele jazz-, pop- en rocknummers en muziekwerk geschiedt in veel gevallen op een 'leadsheet'. Dit is een stuk bladmuziek waarop slechts de partij van de leadzanger is genoteerd, en bij deze partij staan dan naast de tekst (ook wel lyrics) van het nummer meestal akkoordsymbolen om de begeleiding (of een begeleidingsschema) mee te noteren.
'The Real Book'-edities bijvoorbeeld bestaan uit grote collecties leadsheets van bekende nummers en liederen.